# Mark Chapman (Cricketspieler)
Mark Sinclair Chapman (* 27. Juni 1994 in Hongkong, Vereinigtes Königreich) ist ein hongkong-neuseeländischer Cricketspieler der zwischen 2011 und 2016 für die Hongkonger Nationalmannschaft und seit 2018 für die neuseeländische Nationalmannschaft spielt.

## Kindheit und Ausbildung
Chapman wurde in Hongkong geboren und hat einen neuseeländischen Vater. Als 15-Jähriger wurde er Teil der Hongkonger U19-Nationalmannschaft und nahm mit ihr an der ICC U19-Cricket-Weltmeisterschaft 2010 teil.

## Aktive Karriere
Sein Twenty20-Debüt für die Hongkonger Nationalmannschaft gab er bei der ICC World Twenty20 2014 gegen Nepal. Hongkong schied bei dem Turnier als Gruppenletzter in der Vorrunde aus. Im November absolvierte er in den Vereinigten Arabischen Emiraten sein erstes ODI im Rahmen der ICC World Cricket League Championship 2015–17 und konnte dabei ein Century über 124* Runs aus 116 Bällen erreichen. Dafür wurde er als Spieler des Spiels ausgezeichnet. Kurz darauf erzielte er ein Fifty (63* Runs) in der Twenty20-Serie gegen Oman. Beim ICC World Twenty20 2016 war er ein letztes Mal im Hongkonger Team, wobei jedoch wieder alle drei Spiele verloren wurden.
Im Februar 2018 erklärte er seine Nicht-Verfügbarkeit für den ICC Cricket World Cup Qualifier 2018, da er sich auf seine Verpflichtungen im nationalen neuseeländischen Cricket konzentrieren wolle, wo er für Auckland spielte. Kurz darauf wurde er dann ins Twenty20-Team von Neuseeland berufen und spielte erstmals bei einem Drei-Nationen-Turnier gegen England. In der Folge spielte er zunächst nur vereinzelte Touren. Für den ICC Men’s T20 World Cup 2021 wurde er zwar nominiert, erhielt jedoch keinen Einsatz. Im November 2021 erreichte er in Indien ein Half-Century über 63 Runs. Im neuseeländischen Cricket hatte er einen wichtigen Anteil am Gewinn der Ford Trophy 2021/22 durch Auckland. Im Sommer 2022 erzielte er gegen Schottland erst ein Fifty (83 Runs) in den Twenty20s und dann ein Century über 101* Runs aus 75 Bällen im ODI. Daraufhin fand er einen Platz im Team für den ICC Men’s T20 World Cup 2022, wo er jedoch nur ein Spiel absolvierte.
Im April 2023 reiste er mit dem Team nach Pakistan, wo ihm in der Twenty20-Serie zwei Fifties (65* und 71* Runs) und ein Century über 104* Runs aus 57 Bällen gelang, wofür er als Spieler der Serie ausgezeichnet wurde. Im August folgten zwei weitere Fifties (63 und 51 Runs) in den Vereinigten Arabischen Emiraten. Er fand seinen weg in den Kader für den Cricket World Cup 2023, wo er gegen Pakistan 39 Runs erzielte.